# Агросалон
Агросалон — международная специализированная выставка сельхозтехники, проходит в Москве с 2008 года один раз в два года.
Организатором является Российская ассоциация производителей сельхозтехники «Росспецмаш» (до 20.04.2017 — «Росагромаш»). С 2009 года организатором выставки также является Ассоциация производителей сельхозтехники Германии «VDMA».
На выставке вручаются награды: золотые (за разработку новых образцов) и серебряные (за инновации в сельхозтехнике) медали.

## Выставки
Выставка проводилась в 2008, 2009, 2010 годах. Далее, учтя опыт проведения аналогичных международных выставок (Agritechnica Германия, SIMA Франция, EIMA Италия) стала проводиться раз в два года, и была проведена в 2012, 2014, 2016, 2018, 2020 и 2022 годах.

### 2008
Первая выставка заняла площадь в 40 тыс. кв.м., и собрала более 15 000 посетителей, машины и оборудование представили 180 фирм, компаний и организаций из 13 стран мира.
На выставке были представлены 500 образцов аграрных машин, из них 160 тракторов и комбайнов.
Наиболее масштабной была экспозиция компании «Ростсельмаш»: на площади в 1600 квадратных метров впервые лидер российского и мирового сельхозмашиностроения представил потребителям полную линейку техники — 11 сельскохозяйственных машин, роторный зерноуборочный комбайн RSM 181 удостоился золотой медали выставки.
Нв выставке вручено 5 золотых и 12 серебряных медалей.

### 2009
В «Агросалоне-2009» приняли участия 237 компаний из 17 стран, экспонировалось 300 единиц техники.
Примечательно, что в этом году на выставке была представлена техника не только сельскохозяйственная, но и авиационная.
На выставке Кировский завод впервые представил трактор «Кировец» К-744Р3 М1 — самую мощную модификацию тракторов серии К-744Р с двигателем мощностью 428 л. с.
Было вручено 3 золотых (трактор Кировец К-9520 — самый мощный российский трактор, сеялка CITAN 12000 и трактор Fastrac 7270 британской компании JCB) и 6 серебряных медалей.

### 2010
В 2010 году «Агросалон» собрал 251 компанию из 21 страны.
В этот год на фоне остальных участников выделялась экспозиция немецкой компании CLAAS; дисковой косилке DISCO 8400 RC Contour компании была присуждена Золотая медаль.
19 образцов сельхозмашин были отмечены золотыми и серебряными медалями выставки. При этом сразу двух золотых медалей удостоился концерн Case New Holland.

### 2012
«Агросалон-2012» занял площадь 62 тыс. кв.м. и собрал 23000 посетителей из 42 стран.
Участники выставки стали 277 производителей сельхозтехники из 27 стран. Российские компании составили 21 % участников, 60 % — российские представительства иностранных компаний и 19 % — иностранные компании. Национальные павильоны: Германия, Италия, Канада, Хорватия, Чехия, США.
На выставке было представлено около 600 единиц разнообразной сельхозтехники.
Основной новинкой салона стал зерноуборочный комбайн КЗС-1624 («Палессе» GS16) производства белорусского ПО «Гомсельмаш», получивший Золотую медаль выставки.
Всего на выставке в 2012 году было вручено 5 золотых и 14 серебряных медалей. Так Золотой медали был удостоен монитор контроля потока в распылителях 750Т, производимый компанией TeeJet (США), «Сибирский агропромышленный дом» за разработку оригинальной конструкции бороны «Лидер-БК», компания Bernard Krone Holding за тюковый пресс увеличивающий производительность машины до 20 %.
Продукция компании CLAAS на выставке 2012 года была удостоена одной золотой медали (за систему CEMOS — автоматическую настройку зерноуборочного комбайна Lexion) и двух серебряных.
Компания John Deere привезла 16 единиц сельхозтехники, получила одну серебряную медаль за новоый трактор серии 9R.
Итальянской компанией Same Deutz-Fahr были впервые показаны экспонаты сделанные в России — зерноуборочные комбайны 60 серии: 6095 HTS и 6040.

### 2014
Площадь экспозиции в этом году превысила 75 тыс. кв.м., выставку посетили 30545 посетителей.
Число участников составило 558 из 29 стран. Национальные павильоны: Германия, Италия, Канада, Китай, Пакистан, Словения и Чехия.
В четырёх залах выставочного павильона крупнейшие российские и зарубежные производители представили 714 образцов новейшей сельскохозяйственной техники и оборудования.
На выставке состоялась мировая премьера нового зерноуборочного комбайна RSM 161 производства «Ростсельмаш».
Норвежский концерн Kverneland Group представил 14 единиц техники и оборудования, среди которых три являлись абсолютными новинками.
Компания Amazonen-Werke была представлена на выставке на стенде площадью 1.100 кв.м., представив 13 серийных машин.
На выставке вручили 4 золотые и 15 серебряных медалей.

### 2016
В 2016 году в выставке «Агросалон» приняли участие 543 компании из 32 стран мира. На выставку приехали 33 168 посетителей, включая 136 делегаций со всей России.
Выставку общей площадью более 60 тысяч кв. м. наполнили несколько тысяч экспонатов, в том числе 579 крупногабаритных образцов машин и оборудования среди которых — более 70 российских премьер. «Агросалон» представил сельскохозяйственную технику и оборудование 156 российских производителей.
В числе стран были представлены Австрия, Аргентина, Беларусь, Бельгия, Болгария, Бразилия, Дания, Великобритания, Венгрия, Германия, Греция, Индия, Испания, Италия, Канада, Китай, Латвия, Литва, Нидерланды, Норвегия, Польша, Россия, Саудовская Аравия, США, Турция, Украина, Финляндия, Франция, Хорватия, Чехия, Швеция и Швейцария. Также были организованы Национальные павильоны Германии, Италии, Канады и Китая.
Впервые в этом году появился раздел «АгроКомпонент», где были представлены новые разработки и технические решения производителей запасных частей и комплектующих для сельхозтехники.

### 2018

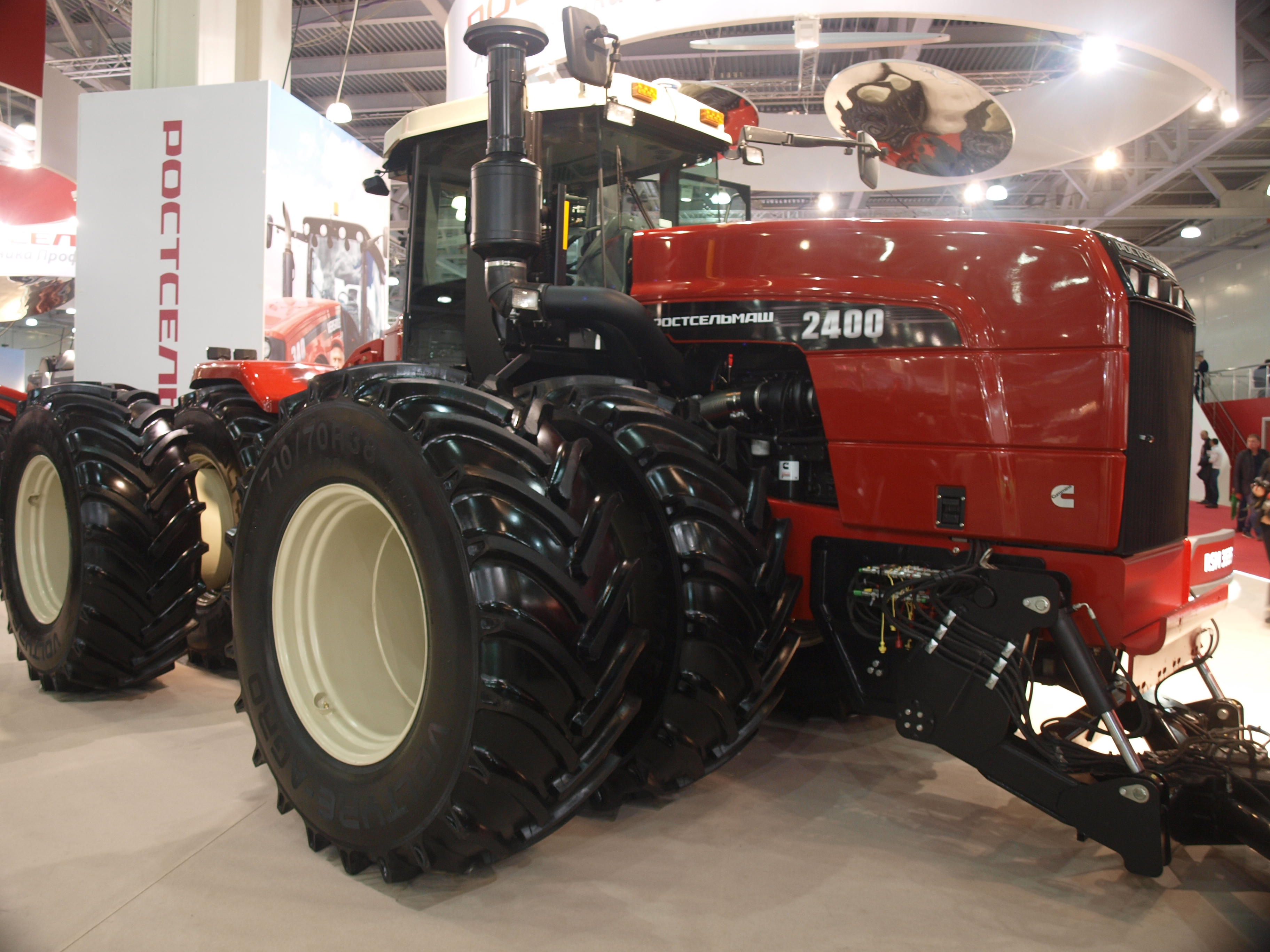
трактор Ростсельмаш

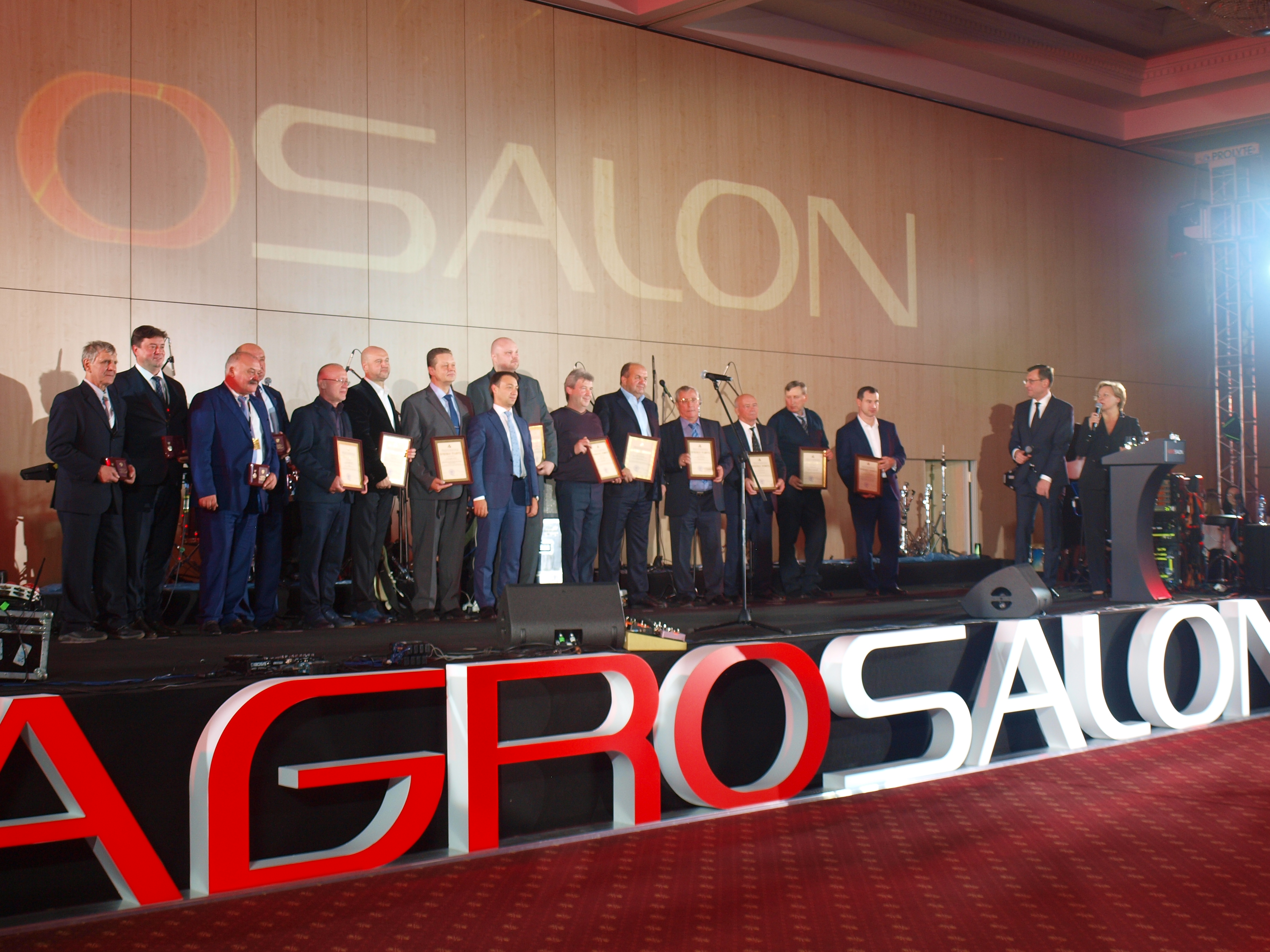
награждение победителей

В 2018 году выставка отметила свой 10-летний юбилей и представила более 4 тысяч экспонатов, в том числе 694 образца машин и оборудования.
В выставке площадью 64 531 кв. м. приняли участие 637 компаний из 34 стран, которые представили новинки мирового сельхозмашиностроения и технические решения в области биоэнергетики и систем управления агробизнесом.
Вниманию посетителей была представлена современная техника и оборудование 182 российских компаний, в том числе машины, разработанные при поддержке Минпромторга России.
Выставку посетили 33 723 специалиста агропромышленного комплекса, а также представители государственных структур: Министр промышленности и торговли Российской Федерации Денис Мантуров, лидеры фракций Государственной Думы Российской Федерации, делегации послов и дипломатов 37 стран, а также губернаторы и министры сельского хозяйства из 25 регионов России.

### 2020
Несмотря на ограничения, связанные с пандемией, выставка прошла в привычном формате. Экспозиция представила более тысячи экспонатов, в том числе 379 образца машин и оборудования. В работе АГРОСАЛОН-2020 приняли участие 465 компании, в том числе 89 зарубежных компаний из 19 стран мира. Были организованы национальные павильоны: Италия была представлена 18 компаниями, а Германия — 17.
Условия закрытых границ Российской Федерации уменьшили число иностранных делегатов. АГРОСАЛОН посетили делегации послов и дипломатов 29 стран, а также губернаторы и министры сельского хозяйства из 10 регионов России.
Организаторы выставки соблюли все рекомендации Федеральной службы по надзору в сфере защиты прав потребителей и благополучия человека.

### 2022
Прошла 4-7 октября в МВЦ «Крокус Экспо» в Москве. В выставке приняли участие 261 компания из разных стран мира. Площадь экспозиции составила 45 000 кв. метров. В 2022 году было решено перенести Конкурс инноваций на 2024 год.

## Оценки
В разные годы проведения выставку поддержали Владимир Владимирович Путин, Александр Николаевич Ткачёв, Юрий Лужков, Виктор Борисович Христенко и другие.
Самая первая выставка «Агросалон» в 2008 году проводилась при поддержке Минсельхоза России и вошла в официальный перечень выставок федерального уровня, организуемых при его поддержке. Но начиная с 2012 года Минсельхоз демонстративно игнорирует «Агросалон», при этом сосредоточившись на поддержке другой выставки — «Золотая осень», которая с 2000 года ежегодно проходит на ВВЦ в Москве и инициирована Правительством России. Такая позиция Минсельхоза связывается с критикой его работы организатором выставки.
При этом все выставки посещались чиновниками федерального уровня: в 2010 году первым вице-премьером Виктором Зубковым, в 2012 году — заместителем председателя правительства России Аркадием Дворковичем, с 2014 по 2022 год — Министром промышленности и торговли Российской Федерации Мантуровым Денисом Валентиновичем.
Герой Социалистического Труда Александр Ежевский: Именно такие выставки и служат толчком к развитию отрасли
Президент ассоциации VDMA Германн Гарберса: На выставке «Агросалон-2010» представлена техника ведущих мировых производителей.